# Доброт
Доброт (рум. Dobrot) — село у повіті Алба в Румунії. Адміністративно підпорядковане місту Златна.
Село розташоване на відстані 301 км на північний захід від Бухареста, 35 км на захід від Алба-Юлії, 75 км на південний захід від Клуж-Напоки.

## Населення
За даними перепису населення 2002 року у селі проживали 19 осіб, усі — румуни. Усі жителі села рідною мовою назвали румунську.